# Serie B 2016 (pallapugno)
La Serie B 2016 è stata la serie cadetta del campionato italiano di pallapugno maschile.

## Squadre partecipanti
Nella stagione 2016 al campionato sono state iscritte 13 squadre.
| Club                         | Capitano                | Città                                      |
| ---------------------------- | ----------------------- | ------------------------------------------ |
| Amici del Castello           | Fabio Novaro Mascarello | Diano Castello (IM)                        |
| Bormidese                    | Matteo Levratto         | Bormida (SV)                               |
| BioEcoShop Bubbio            | Massimo Marcarino       | Bubbio (AT)                                |
| Torronalba Canalese          | Cristian Gatto          | Canale (CN)                                |
| Ristorante Flipper Imperiese | Claudio Gerini          | Dolcedo (IM)                               |
| Surrauto Monticellese        | Fabio Gatti             | Monticello d'Alba (CN)                     |
| Mangimi Morando Neivese      | Davide Barroero         | Neive (CN)                                 |
| Bcc Pianfei Pro Paschese     | Marco Fenoglio          | Madonna del Pasco (Villanova Mondovì) (CN) |
| San Biagio                   | Enrico Panero           | San Biagio (Mondovì) (CN)                  |
| Cuneo Sider S.P.E.B.         | Stefano Brignone        | San Rocco di Bernezzo (CN)                 |
| Ferrari Onlus Valle Arroscia | Ivan Orizio             | Pieve di Teco (IM)                         |
| EF90 Valli del Ponente       | Daniele Grasso          | San Biagio della Cima (IM)                 |
| Eataly Virtus Langhe         | Nicholas Burdizzo       | Dogliani (CN)                              |

## Prima Fase
|    | Club               | P    |
| -- | ------------------ | ---- |
| 1  | Canalese           | 21   |
| 2  | Bubbio             | 19   |
| 3  | Valle Arroscia     | 17   |
| 4  | Neivese            | 15   |
| 5  | Imperiese          | 13   |
| 6  | Monticellese       | 13   |
| 7  | Virtus Langhe      | 12   |
| 8  | Bormidese          | 12   |
| 9  | Pro Paschese       | 10   |
| 10 | San Biagio         | 9    |
| 11 | S.P.E.B.           | 7    |
| 12 | Amici del Castello | 3    |
| 13 | Valli del Ponente  | Rit. |

## Seconda Fase
|   | Club           | P  |
| - | -------------- | -- |
| 1 | Bubbio         | 27 |
| 2 | Canalese       | 25 |
| 3 | Neivese        | 23 |
| 4 | Valle Arroscia | 20 |

|   | Club          | P  |
| - | ------------- | -- |
| 5 | Pro Paschese  | 26 |
| 6 | Virtus Langhe | 22 |
| 7 | Monticellese  | 19 |
| 8 | Bormidese     | 18 |
| 9 | Imperiese     | 15 |

|    | Club               | P    |
| -- | ------------------ | ---- |
| 10 | San Biagio         | 15   |
| 11 | S.P.E.B.           | 13   |
| 13 | Amici del Castello | 3    |
| 12 | Valli del Ponente  | Rit. |

Amici del Castello e Valli del Ponente retrocessi in Serie C1.

## Fase Finale

### Spareggi Play-off
| Neivese        | Virtus Langhe | 10-11 |
| Valle Arroscia | Pro Paschese  | 2-11  |

### Finali Scudetto
| Squadra 1 | Squadra 2     | Andata | Ritorno |
| --------- | ------------- | ------ | ------- |
| Bubbio    | Pro Paschese  | 2-11   | 8-11    |
| Canalese  | Virtus Langhe | 11-8   | 11-7    |

| Squadra 1    | Squadra 2 | Andata | Ritorno | Spareggio |
| ------------ | --------- | ------ | ------- | --------- |
| Pro Paschese | Canalese  | 11-2   | 8-11    | 10-11     |

Pro Paschese promossa in Serie A.

## Squadra Campione
Torronalba Canalese
- Battitore: Cristian Gatto
- Spalla: Oscar Giribaldi
- Terzini: Marco Parussa, Davide Cavagnero
- Direttore tecnico: Claudio Gatto